# Drehmomentschrauber

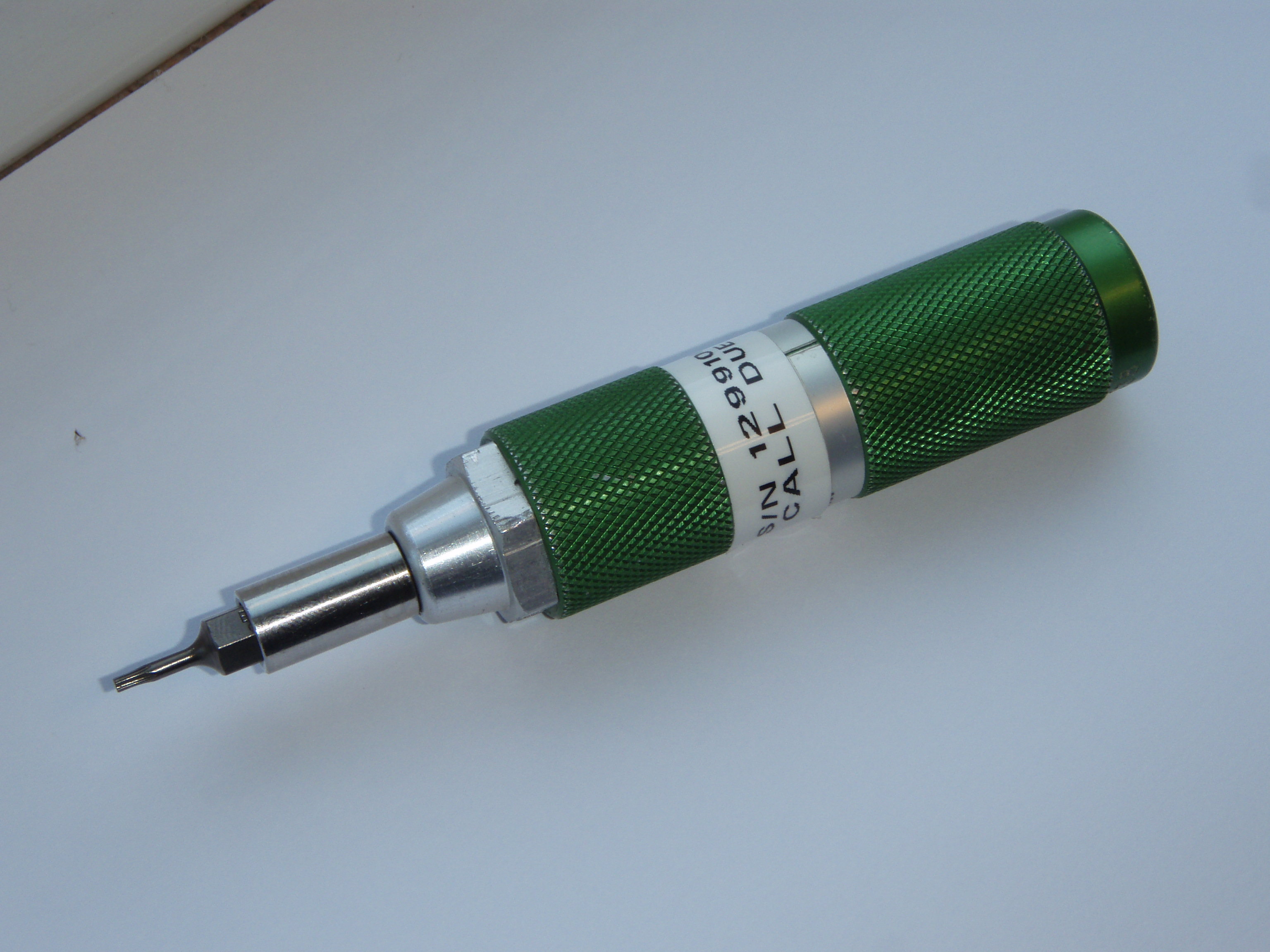
Drehmomentschrauber

Ein Drehmomentschrauber ist ein Werkzeug, welches mithilfe eines vordefinierten Drehmoments Schraubverbindungen anziehen und lösen kann. Damit ist es möglich, eine Klemmkraft bzw. Montagevorspannkraft der zu verbindenden Teile zu erreichen, um somit einen sicheren Betrieb zu gewährleisten. Drehmomentschrauber gibt es in verschiedenen Größen und Ausführungen. Mit ihnen können Drehmomente von 1 Nm bis hin zu fünfstelligen Werten aufgebracht werden. Ein Drehmomentschrauber ist kein Schlag- oder Impulsschrauber.
Drehmomentschrauber ab einem Drehmoment von 150 Nm werden landläufig als Hochmomentschrauber bezeichnet. Prinzipiell sind die Drehmomentschrauber mit einem Kraftgetriebe und einer Antriebseinheit ausgestattet.

## Drehmomentschrauber Typen
Die Drehmomentschrauber werden von den Herstellern mit verschiedensten Antriebsarten ausgestattet. Dadurch ergeben sich folgende Typen:
- Akkuschrauber
- Elektroschrauber
- Manuelle Schrauber

## Anwendungsgebiete
Drehmomentschrauber kommen immer dann zum Einsatz, wenn die menschliche Kraft in Abhängigkeit einer Hebellänge nicht mehr ausreicht. Deshalb werden sie auch Drehmomentvervielfältiger genannt. Generell werden die Drehmomentschrauber in allen Branchen eingesetzt, in denen es Schraubverbindungen gibt, die angezogen, gelöst oder geprüft werden müssen. Folgend ist eine Übersicht an Branchen aufgeführt:

### Instandhaltung und Montage
Bei der Montage von Stahlbaukonstruktionen und beispielsweise im Kranbau werden mit den Drehmomentschraubern meist HV-Schrauben angezogen. Auch in der Instandhaltung, wenn Schrauben ausgetauscht und erneuert oder auf Vorspannkraft überprüft werden müssen, kommen die Drehmomentschrauber in Frage, da es sich bei den Konstruktionen oft um hunderte von Schrauben handelt.

### Maschinen- und Anlagenbau
Windenergieanlagen, Spritzgießmaschinen, Pressen, Schmiedemaschinen oder schwere Maschinen können auf die richtige Vorspannkraft nicht verzichten. Hier werden die Drehmomentschrauber hauptsächlich zur Schonung des Personals eingesetzt.

### Wasserversorgung und Netzpflege
Für den Service und die Wartung von Rohrleitungsnetzen müssen die Schieber geöffnet und geschlossen werden. Das Öffnen stellt insofern eine Herausforderung dar, dass die Schieber oft durch Wasser und äußere Witterungen stark festsitzen.